# オットー・ヴァラッハ
オットー・ヴァラッハ（Otto Wallach, 1847年3月27日 – 1931年2月26日）は、ドイツの化学者。1910年、脂環式化合物の先駆的研究の功績によってノーベル化学賞を受賞。

## 生涯
ケーニヒスベルク（現カリーニングラード）にて、プロイセン王国の役人の家に生まれた。父はその後シュテッティン、さらにポツダムへと転勤している。ポツダムでギムナジウムに通い、文学と美術史を学ぶ。ヴァラッハはこの2つを生涯の趣味とした。このころ、自宅で個人的な化学実験を始めている。
1867年からゲッティンゲン大学で化学を学び始めた。当時、同大学の有機化学部門を指揮していたのはフリードリヒ・ヴェーラーである。1学期だけベルリン大学のアウグスト・ヴィルヘルム・フォン・ホフマンの下で学び、1869年にゲッティンゲン大学から博士号を授与された。1870年からボン大学に移って薬学の教授(1870-89)となり、フリードリヒ・ケクレに師事する。その後は、ゲッティンゲン大学の教授(1889-1915)を務めた。ゲッティンゲンで死去。

## 主な業績
ボン大学でフリードリッヒ・ケクレと共に精油に含まれるテルペンの体系的分析を行った。その当時、単離に成功したテルペンはごく少なく、構造もよくわかっていなかった。混合物の融点の測定と比較により、物質の同一性を確認するという技法が既にあった。その技法を適用するため、通常液体のテルペンを結晶質の化合物に変える必要があった。段階的に誘導を行い（特に一部のテルペンが持つ二重結合に何かを付加することで）、最終的に結晶質の化合物を得た。転位反応によって周期的に不飽和となるテルペンを発見したことで、未知のテルペンの転位によって既知のテルペンができていることから構造を把握した。1880年にヴァラッハ転位、1887年にロイカート・ヴァラッハ反応を発見。こうして彼はテルペンの体系的研究への道を切り開いた。

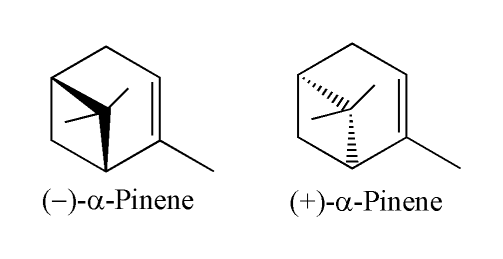
(+)-α-ピネンと(-)-α-ピネン

ヴァラッハはテルペンやピネンの命名をしており、ピネンについて初の体系的研究を行った。彼はまた、テルペンがイソプレンのオリゴマーだとする説を提唱した。これが後にイソプレン則と呼ばれるようになり、様々なテルペンの構造解明に役立った。
ヴァラッハはテルペンに関する化学書 "Terpene und Campher" (1909) を書いた。
ヴァラッハはラセミ体が対応するキラル体よりも密度が高くなるという「ヴァラッハの法則」でも知られている。この法則は結晶データベースの解析によって実証されている。

## 受賞歴
- 1889年 - コテニウス・メダル
- 1910年 - ノーベル化学賞
- 1912年 - デービーメダル